# Kivach
Kivach (en ruso: Кивач; del carelio kiivas, que quiere decir "impetuoso") es una cascada de 10,7 metros de altura en la Federación de Rusia. Está situada en el río Suna en el distrito de Kondopoga, en la República de Carelia y da nombre a la Reserva Natural Kivach (природный заповедник «Кивач»), fundada en 1931.
Kivach debe gran parte de su fama a Gavrila Derzhavin, un poeta ruso que se inspiró en su "corriente rebelde" para escribir "Cascada", uno de los poemas rusos más importantes del siglo XVIII. Muchos otros visitantes eminentes siguieron a Derzhavin para ver la famosa cascada. Uno de ellos fue Alejandro II de Rusia, que encargó un nuevo camino para Kivach, una glorieta en la margen derecha del arroyo y un puente aguas abajo.